# Tatort: Schrott und Totschlag
Schrott und Totschlag ist ein Fernsehfilm aus der Krimireihe Tatort. Die Folge wurde vom Südwestrundfunk unter der Regie von Jürgen Bretzinger produziert und erstmals am 6. Januar 2002 im Deutschen Fernsehen ausgestrahlt. Es ist die 490. Folge des Tatorts und 25. Episode mit der Ludwigshafener Ermittlerin Lena Odenthal.

## Handlung
Bertram Nock ist Jugend-Schwimmtrainer und muss sich eingestehen, kleine Mädchen mehr zu mögen als es normal ist. Er lebt seit kurzem mit seiner Freundin Sylvia Böbinger und deren achtjährigen Tochter Nina zusammen. Als er eines Abends durch Nina sexuell erregt wird, begibt er sich auf die Suche nach einem Ersatzobjekt, da er dem Kind nichts antun will. Auf einer einsamen Straße begegnet ihm spät abends die zwölfjährige Giri Reinhard, die er in sein Auto zieht und zu vergewaltigen versucht. Giri kann sich jedoch befreien und flieht. Ihr Großvater ist Oberhaupt einer Sinti-Familie und beschließt, die Polizei nicht zu informieren, um seiner Enkelin unnötiges Leiden zu ersparen. Am nächsten Tag trifft Giri ihren Peiniger zufällig wieder und läuft in ihrer Angst davon. In Panik springt sie von einer Brücke und wird wenig später tot am Rheinufer aufgefunden.
Kommissarin Lena Odenthal und ihr Kollege Mario Kopper sollen nun klären, ob dies ein Selbstmord war oder ein Mord vorliegt. Odenthal fallen die Kampfspuren am Hals des Mädchens auf und Giris Großvater eröffnet der Kommissarin, dass am Vortag jemand versucht hatte, sie zu vergewaltigen. Die Ermittlerin erhält Hinweise auf einen blauen Golf mit Ludwigshafener Nummer, was allerdings zunächst nicht sehr hilfreich ist, da es über 3000 davon in der Stadt gibt. Ein weiterer Hinweis ist eine Halskette mit auffälligen Perlen, die Giri bei dem Überfall verloren hatte.
Da Bertram Nock vergeblich versucht hat, einen verräterischen Blutfleck in seinem Auto zu entfernen, entschließt er sich, den Wagen kurzerhand verschrotten zu lassen. Er wendet sich mit seinem Anliegen an seinen Bekannten Karl Scherkamp, der einen Schrottplatz betreibt. Was er nicht weiß ist, dass dieser mit Giris Großvater befreundet ist und fast zu der Sinti-Familie gehört, die sich insgeheim Rache geschworen hat. Als Bertram Nock einen blauen Golf abliefert, sieht Scherkamp den genauer an und findet Perlen von Giris Halskette im Kofferraum. Dabei bemerkt er nicht, dass Nock bereits hinter ihm steht und nun den vermeintlichen Mitwisser beseitigt. Er deponiert die Leiche kurzerhand in dem Golf, der am nächsten Tag in die Schrottpresse geht und zerschreddert wird. Frau Scherkamp bemerkt das Fehlen ihres Mannes und, als auf dem Sortierband der Schredderanlage ein künstliches Hüftgelenk auftaucht, ist ihr klar, dass dies nur von ihrem Mann sein kann. Somit ermitteln die Kommissare weiter und Odenthal meint, dass es eine Verbindung zwischen beiden Todesfällen geben muss, was bestätigt wird, als an dem Hüftgelenk Partikel von blauem Autolack eines Golfs nachgewiesen werden können. Zunächst hält Odenthal Scherkamp für den Schuldigen an Giris Tod, der sich dann aufgrund seiner Schuldgefühle selbst gerichtet hat. Doch allmählich häufen sich Widersprüche und nachdem ein blauer Golf als gestohlen gemeldet wird, rückt Bertram Nock in den Focus der Ermittler. Nock hatte seiner Freundin das Verschwinden ihres Autos nicht anders erklären können, als dass es gestohlen worden sein muss und sie hat daraufhin eine Anzeige gemacht. Als Odenthal und Kopper Nock im Schwimmbad aufsuchen wollen, da sie weitere Indizien gegen ihn gefunden haben, kommen sie gerade dazu, als er Nina ertränken will. Sie hatte begonnen, ihn des Öfteren zu erpressen, da sie bemerkt hatte, dass er etwas Schlimmes verheimlicht. Nock kann gestellt werden und Nina wird in die Klinik gebracht.

## Hintergrund
Der Film wurde 2001 vom Südwestrundfunk produziert und in Karlsruhe, Baden-Baden und Umgebung sowie in Herbertingen gedreht. Für Regisseur Bretzinger war es schwierig, in der Nähe von Baden-Baden einen Schrottplatz zu finden, der Dreharbeiten gestattet, weil Schrotthändler dem Fernsehen gegenüber sehr misstrauisch sind, da sie oftmals nur negativ dargestellt werden. Durch verwandtschaftliche Beziehungen zur Ravensburger Unternehmerfamilie Bausch konnten die Dreharbeiten auf dem Schrottplatz in Herbertingen stattfinden und nebenher konnte die Drehbuchautorin, die zugleich Bretzingers Ehefrau ist, recherchieren und weitere Anregungen sammeln.

## Rezeption

### Einschaltquote
9,58 Millionen Zuschauer sahen die Folge Schrott und Totschlag in Deutschland bei ihrer Erstausstrahlung am 6. Januar 2002, was einem Marktanteil von 25,8 Prozent entsprach.

### Kritik
Tilmann P. Gangloff schreibt bei tittelbach.tv anerkennend: „Schöns sensibler Umgang mit dem heiklen Thema [Kindesmissbrauch] findet seine Entsprechung in der Inszenierung durch Jürgen Bretzinger. Gänzlich unspektakulär und unter Verzicht auf jeden Verdacht von Effekthascherei setzt der Regisseur die Geschichte in Szene; trotzdem hält er geschickt die Balance zwischen Krimi-Routine und der nahe liegenden Gefahr, voyeuristische Bilder zu produzieren. Natürlich kann die Geschichte nicht verleugnen, hochgradig konstruiert zu sein. Über weite Strecken gelingt es Bretzinger, dies zu kaschieren. In mindestens zwei Fällen muss Autorin Schön die ‚Gutmütigkeit‘ der Zuschauer allerdings ziemlich strapazieren, um die losen Enden miteinander zu verknüpfen.“
Die Kritiker der Fernsehzeitschrift TV Spielfilm bewerten diesen Tatort als einen „subtilen Thrill“ und meinen: „Heikles Thema - seriös und packend angefasst.“